# Vincent Poirier
Vincent Poirier (Clamart, 17 ottobre 1993) è un cestista francese.

## Statistiche

### NBA

#### Regular Season
| Anno      | Squadra            | PG | PT | MP  | TC%  | 3P%  | TL%  | RP  | AP  | PRP | SP  | PP  |
| --------- | ------------------ | -- | -- | --- | ---- | ---- | ---- | --- | --- | --- | --- | --- |
| 2019-2020 | Boston Celtics     | 22 | 0  | 5,9 | 47,2 | 50,0 | 85,7 | 2,0 | 0,4 | 0,1 | 0,4 | 1,9 |
| 2020-2021 | Philadelphia 76ers | 10 | 0  | 3,9 | 25,0 | 0,0  | 33,3 | 1,4 | 0,2 | 0,0 | 0,3 | 0,8 |
| Carriera  | Carriera           | 32 | 0  | 5,3 | 41,7 | 33,3 | 61,5 | 1,8 | 0,3 | 0,1 | 0,4 | 1,5 |

#### Playoffs
| Anno     | Squadra        | PG | PT | MP  | TC% | 3P% | TL% | RP  | AP  | PRP | SP  | PP  |
| -------- | -------------- | -- | -- | --- | --- | --- | --- | --- | --- | --- | --- | --- |
| 2020     | Boston Celtics | 1  | 0  | 2,0 | -   | -   | -   | 0,0 | 1,0 | 1,0 | 0,0 | 0,0 |
| Carriera | Carriera       | 1  | 0  | 2,0 | -   | -   | -   | 0,0 | 1,0 | 1,0 | 0,0 | 0,0 |

### Eurolega
| Anno       | Squadra        | PG  | PT | MP   | TC%  | 3P%  | TL%  | RP   | AP  | PRP | SP  | PP   |
| ---------- | -------------- | --- | -- | ---- | ---- | ---- | ---- | ---- | --- | --- | --- | ---- |
| 2017-2018  | Saski Baskonia | 34  | 23 | 17,9 | 57,3 | -    | 72,5 | 5,2  | 1,0 | 0,6 | 0,9 | 8,2  |
| 2018-2019  | Saski Baskonia | 34  | 26 | 25,6 | 61,7 | -    | 73,1 | 8,3* | 1,1 | 0,8 | 0,8 | 11,9 |
| 2021-2022  | Real Madrid    | 37  | 5  | 18,0 | 57,1 | 16,7 | 76,8 | 5,5  | 0,9 | 0,8 | 0,9 | 7,4  |
| 2022-2023† | Real Madrid    | 32  | 1  | 14,7 | 60,3 | 40,0 | 72,7 | 4,0  | 0,6 | 0,3 | 0,9 | 6,1  |
| 2023-2024  | Real Madrid    | 37  | 5  | 18,4 | 66,8 | 40,0 | 70,6 | 5,3  | 0,6 | 0,4 | 1,5 | 9,0  |
| 2024-2025  | Anadolu Efes   | 39  | 35 | 21,4 | 64,5 | 0,0  | 70,4 | 5,0  | 1,2 | 0,6 | 1,3 | 9,5  |
| Carriera   | Carriera       | 213 | 95 | 19,4 | 61,6 | 23,8 | 72,6 | 5,5  | 0,9 | 0,6 | 1,0 | 8,7  |

### Eurocup
| Anno      | Squadra          | PG | PT | MP  | TC%  | 3P% | TL% | RP  | AP  | PRP | SP  | PP  |
| --------- | ---------------- | -- | -- | --- | ---- | --- | --- | --- | --- | --- | --- | --- |
| 2013-2014 | Metropolitans 92 | 6  | 0  | 9,1 | 13,3 | -   | 100 | 2,3 | 0,2 | 0,0 | 0,5 | 1,3 |
| Carriera  | Carriera         | 6  | 0  | 9,1 | 13,3 | -   | 100 | 2,3 | 0,2 | 0,0 | 0,5 | 1,3 |

## Palmarès

### Squadra
- Campionato spagnolo: 2

Real Madrid: 2021-2022, 2023-2024
- Coppa di Francia: 1

Paris-Levallois: 2012-2013
- Copa del Rey: 1

Real Madrid: 2024
- Match des Champions: 1

Paris-Levallois: 2013
- Supercoppa spagnola: 3

Real Madrid: 2021, 2022, 2023
- Coppa del Presidente: 1

Anadolu Efes: 2024
- Eurolega: 1

Real Madrid: 2022-2023

### Nazionale
- Olimpiadi

 Tokyo 2020
- Mondiali: 1

 Cina 2019
- Europei: 1

 Germania 2022

### Individuale
- All-Euroleague Second Team: 1

Baskonia: 2018-19